# Любомир Шарланджиев
Любомир Иванов Шарланджиев (по прякор Шарлето) е български театрален и кинорежисьор. Работи в областта на мелодрамата, психологическата драма, военното и приключенското кино.

## Биография
Роден е в Горна Джумая в 1931 година. В 1956 година завършва ВИТИЗ при Желчо Мандаджиев. В 1956 - 1957 е режисьор в театъра в Габрово, а в 1958 - 1959 - в този в Русе. Специализира в Общосъюзния държавен институт по кинематография при Михаил Ром в Москва.
Като театрален режисьор Любомир Шарланджиев поставя „Всяка есенна вечер“, „Януари“ от Йордан Радичков и други. Прави режисьорски дебют в киното през 1962 г. с „Хроника на чувствата“. Режисира още филмите „Веригата“ (1964, Златна роза на Фестивала на българския филм във Варна, 1964), „Карамбол“, „Прокурорът“ (1969, награда за режисура на Съюза на българските филмови дейци, 1988), „С дъх на бадеми“ (1967), „Най-добрият човек, когото познавам“ (1973, Специална награда на Фестивала на българския филм във Варна, 1973), „Спомен за близначката“ (1976, Специална награда на Фестивала на българския филм във Варна, 1976), „Трите смъртни гряха“ (1979, довършен от съпругата му Невена Коканова) и телевизионния сериал „На всеки километър“ (1969 - 1972, съвместно с Неделчо Чернев).
Носител е на Димитровска награда (1971, с колектив). През 1980 година получава посмъртно голямата награда „Златна камера“ на Съюза на българските филмови дейци за значителен принос в българското кино. През 1988 година е награден заедно с Борислав Пунчев за филма „Прокурорът“. Съпруг е на Невена Коканова.

## Филмография

### Като режисьор
- Трите смъртни гряха (1979) (довършен след смъртта му от съпругата му Невена Коканова)
- Спомен за близначката (1976)
- Най-добрият човек, когото познавам (1973)
- На всеки километър (тв сериал, 1969, 1971) (заедно с Неделчо Чернев)
- Прокурорът (1968)
- С дъх на бадеми (1967)
- Карамбол (1966)
- Веригата (1964)
- Хроника на чувствата (1961)

### Като актьор
- Това се случи на улицата (1955) – Лазо (Премиера	5 март 1956 г.)
- Точка първа – (Премиера 26 ноември 1956 г.)
- Години за любов – Чавдар (Премиера 16 декември 1957 г.)
- Гибелта на Александър Велики (1968) – литературния редактор (Премиера 6 септември 1968 г.)